# Jan Eysymont (poeta)
Jan Eysymont także Joannes Eisimont (ur. 1577 na Litwie, zm. 5 października 1610 w Wilnie) – polski poeta i tłumacz.

## Życiorys
Urodził się w rodzinie bojarów grodzieńskich. wykształcony w Akademii Wileńskiej, otrzymał stopień doktora w roku 1596. Domownik Mikołaja Krzysztofa „Sierotki” Radziwiłła. W roku 1603 ogłosił drukiem rozprawę o kontrowersjach religijnych. Przełożył na polski poemat łaciński Wawrzyńca Boyera Carolomachia, cżyli zwycięstwo Zygmunta III w Inflantach pod Kircholmem nad Karolem X-ciem Sudermanii roku 1605 odniesione. Był także autorem poematu w języku polskim o pożarze Wilna. Zostawszy księdzem, był penitencjarzem w katedrze wileńskiej.

## Twórczość
- Epithalamium (1594)
- Threni (Parthenicae sodalitatis 1594).
- Tłumaczenie na język polski utworu Wawrzyńca Boyera Carolomachia, cżyli zwycięstwo Zygmunta III w Inflantach pod Kircholmem nad Karolem X-ciem Sudermanii roku 1605 odniesione (1606)
- Threnodia, albo żałosne pienie o zgorzeniu Wilna (1610)